# Sophie Rhys-Jones
Sophie, duchessa di Edimburgo, nata Sophie Helen Rhys-Jones (Oxford, 20 gennaio 1965), è un membro della famiglia reale britannica, moglie del principe Edoardo, duca di Edimburgo e, di conseguenza, cognata del re Carlo III.

## Biografia
Sophie Helen Rhys-Jones nasce al Radcliffe Infirmary ad Oxford il 20 gennaio 1965, seconda figlia ed unica femmina di Christopher Bournes Rhys-Jones (1931), al tempo direttore delle vendite di un’azienda di importazione di pneumatici, e poi presidente della King's School di Bruton. Sua madre Mary (nata O'Sullivan; 1934–2005) era una segretaria. Sophie ha un fratello maggiore, David. Le è stato dato il nome della zia paterna, Helen, morta in un incidente di equitazione nel 1960.
Inizia la sua educazione alla Dulwich Preparatory School, prima di passare al Kent College di Pembury. Sophie ha poi studiato come segretaria al West Kent College di Tonbridge.

### Carriera

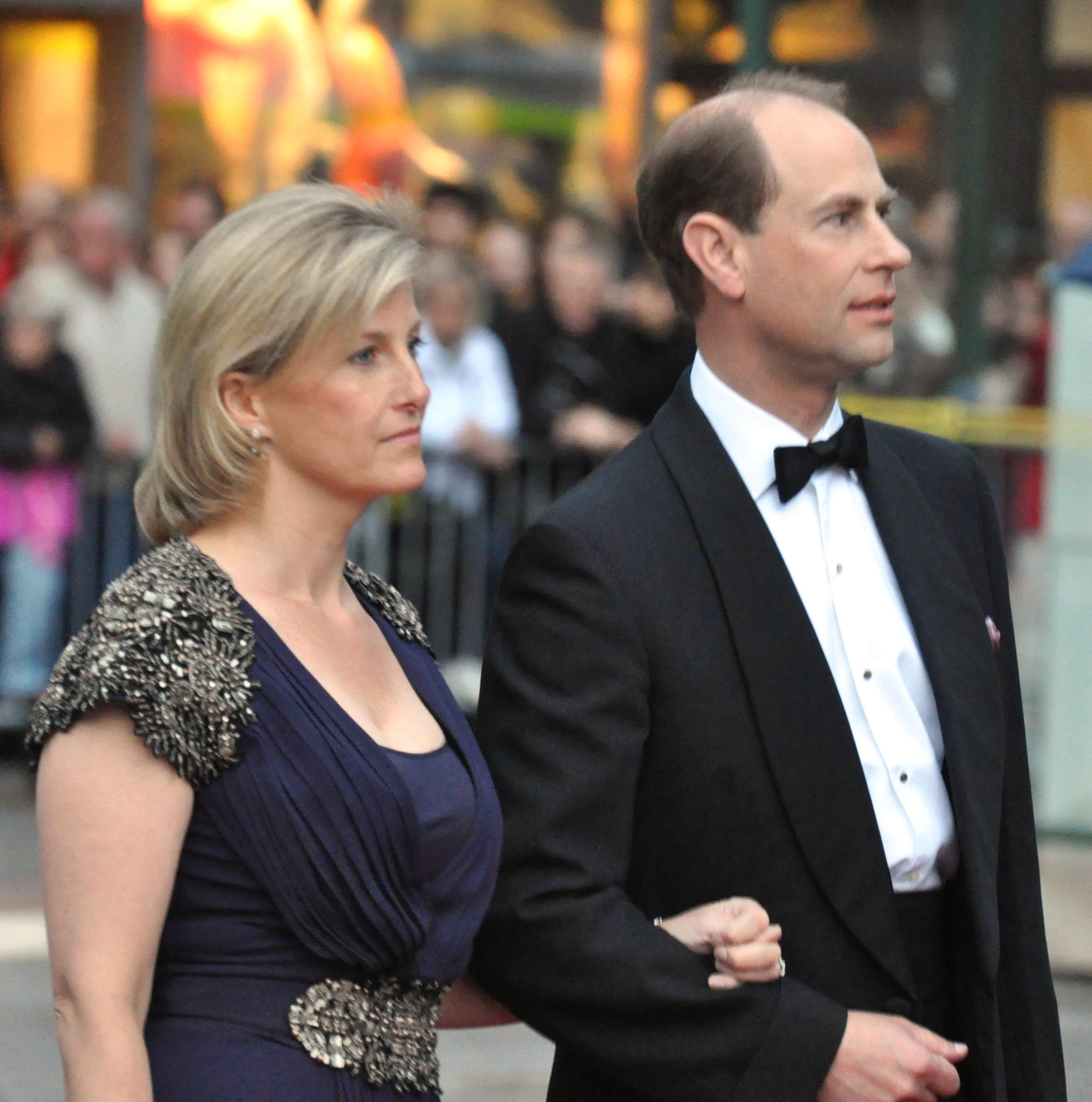
Il principe Edoardo, all'epoca conte di Wessex, e la moglie Sophie a Stoccolma in occasione delle nozze della principessa ereditaria Vittoria di Svezia nel 2010.

Dopo la scuola inizia a lavorare nelle pubbliche relazioni per diverse aziende, tra cui quattro anni presso la Capital Radio a Londra, dove era stata assegnata al dipartimento della promozione e della pubblicità. Ha lavorato anche come rappresentante di sci in Svizzera ed ha passato un anno a viaggiare ed a lavorare in Australia.
Nel 1996, Rhys-Jones aprì la sua agenzia di pubbliche relazioni, RJH Public Relations, che ha gestito con la sua socia in affari, Murray Harkin, per cinque anni.

### Matrimonio
Sophie incontrò il principe Edoardo, quarto e ultimo figlio della regina Elisabetta II e di Filippo di Edimburgo, per la prima volta nel 1987, quando lui frequentava una sua amica. Si incontrarono nuovamente nel 1993 ad un evento di beneficenza ed iniziarono a frequentarsi poco dopo.
Il 19 giugno 1999 sposò il principe Edoardo nella Cappella di San Giorgio del Castello di Windsor, assumendo contestualmente il titolo di Contessa di Wessex.
Nel 2001 ha perso un figlio per una gravidanza extrauterina. L'8 novembre 2003 è nata la sua prima figlia, Lady Louise Mountbatten-Windsor. Il 17 dicembre 2007 è nato il secondo figlio e primo maschio della coppia, James, conte di Wessex.
Sophie era particolarmente legata alla suocera, la regina Elisabetta II, infatti è uno dei pochissimi membri della famiglia reale ad aver goduto del privilegio di salire sulla limousine reale con la regina durante le celebrazioni natalizie a Sandringham. Le fu permesso di utilizzare gli appartamenti reali di Buckingham Palace anche prima del fidanzamento  e dopo la morte nel 2002 della Regina Madre Elisabetta, Sophie divenne la seconda donna più importante della parìa del Regno Unito dopo la Regina, quando il principe del Galles ed il duca di York erano separati. Attualmente, nell'ordine di precedenza, è dopo la regina consorte, Catherine Middleton, Meghan Markle e le rispettive figlie.

### Impegni reali
La contessa di Wessex ha cominciato a prendere parte ai doveri reali subito dopo il suo matrimonio, con il suo primo viaggio oltreoceano nella provincia canadese dell'Isola del Principe Edoardo nel 2000. È anche patrono di un certo numero di organizzazioni, tra cui la SAFC Foundation (estensione caritatevole del Sunderland Association Football Club), e Girlguiding UK.
Nel 2006, la contessa ha anche concesso il suo sostegno al progetto di ricerca della Born in Bradford, che sta studiando i neonati pretermine e la mortalità infantile.

## Titoli, trattamento e stemma

### Titoli e trattamento
- 20 gennaio 1965 - 19 giugno 1999: Miss Sophie Rhys-Jones
- 19 giugno 1999 - oggi: Sua Altezza Reale la Contessa di Wessex
  - in Scozia, dal 10 marzo 2019 - oggi: Sua Altezza Reale la Contessa di Forfar
- 10 marzo 2023 - oggi : Sua Altezza Reale la Duchessa di Edimburgo

Il trattamento ed il titolo completo di Sophie sono: "Sua Altezza Reale Sophie, Duchessa di Edimburgo, Contessa di Wessex, Contessa di Forfar, Viscontessa Severn, Dama gran croce dell'Ordine Reale Vittoriano, Dama di giustizia del Venerabilissimo Ordine dell'Ospedale di San Giovanni di Gerusalemme".
Il 10 marzo 2023, dopo la creazione di suo marito Edoardo a Duca di Edimburgo per mano di Carlo III, diventa Duchessa di Edimburgo.

### Stemma
Prima del matrimonio le fu concesso uno stemma disegnato da Sir Peter Gwynn-Jones, Re d'armi della Giarrettiera, basandosi su un vecchio modello di 200 anni, che non era nemmeno mai stato riconosciuto ufficialmente. Il nuovo stemma fu concesso al padre di Sophie, Christopher.

Lo scudo è rosso e blu, i colori del reggimento dei Royal Fusiliers (Reggimento della Città di Londra), in cui hanno servito i membri della sua famiglia. Il leone rappresenta le origini nobiliari gallesi della famiglia e del principe Elystan Glodrydd di Ferrig, fondatore della quinta tribù reale del Galles.

Stemma personale di Sophie Rhys-Jones prima del matrimonio.
Stemmi combinati di Edoardo e Sophie, duca e duchessa di Edimburgo.
Stemma personale di Sophie Rhys-Jones, duchessa di Edimburgo.

## Albero genealogico
|                              |                    |                              | Genitori                  |  |  | Nonni |  |  | Bisnonni               |  |  | Trisnonni             |  |
|                              |                    |                              |                           |  |  |       |  |  | Theophilius Rhys-Jones |  |  | Theophilus Rhys-Jones |  |
|                              |                    |                              |                           |  |  |       |  |  | Theophilius Rhys-Jones |  |  | Theophilus Rhys-Jones |  |
|                              |                    | Emily Amelia Woods           |                           |  |  |       |  |  | Theophilius Rhys-Jones |  |  |                       |  |
| Theophilius Rhys-Jones       |                    |                              |                           |  |  |       |  |  | Theophilius Rhys-Jones |  |  |                       |  |
|                              |                    | Sarah Margaret Tait          | George Hunter Tait        |  |  |       |  |  |                        |  |  |                       |  |
|                              |                    | Sarah Margaret Tait          | George Hunter Tait        |  |  |       |  |  |                        |  |  |                       |  |
|                              |                    | Sarah Margaret Tait          | Mary Jane                 |  |  |       |  |  |                        |  |  |                       |  |
| Christopher Rhys-Jones       |                    | Sarah Margaret Tait          |                           |  |  |       |  |  |                        |  |  |                       |  |
|                              |                    | Lawrence Teesdale Molesworth | John Molesworth           |  |  |       |  |  |                        |  |  |                       |  |
|                              |                    | Lawrence Teesdale Molesworth | John Molesworth           |  |  |       |  |  |                        |  |  |                       |  |
|                              |                    | Lawrence Teesdale Molesworth | Mary Newall               |  |  |       |  |  |                        |  |  |                       |  |
| Margaret Patricia Molesworth |                    | Lawrence Teesdale Molesworth |                           |  |  |       |  |  |                        |  |  |                       |  |
|                              |                    | Anna Maria Caroline Bournes  | George Smith Bournes      |  |  |       |  |  |                        |  |  |                       |  |
|                              |                    | Anna Maria Caroline Bournes  | George Smith Bournes      |  |  |       |  |  |                        |  |  |                       |  |
|                              |                    | Anna Maria Caroline Bournes  | Elizabeth Hartley Wallace |  |  |       |  |  |                        |  |  |                       |  |
| Sophie Rhys-Jones            |                    | Anna Maria Caroline Bournes  |                           |  |  |       |  |  |                        |  |  |                       |  |
|                              | Michael O'Sullivan | Cornelius O'Sullivan         |                           |  |  |       |  |  |                        |  |  |                       |  |
|                              | Michael O'Sullivan | Cornelius O'Sullivan         |                           |  |  |       |  |  |                        |  |  |                       |  |
|                              | Michael O'Sullivan | Agnes McFeely                |                           |  |  |       |  |  |                        |  |  |                       |  |
| Cornelius Thomas O'Sullivan  | Michael O'Sullivan |                              |                           |  |  |       |  |  |                        |  |  |                       |  |
|                              |                    | Mary Ann O'Connor            | Daniel O'Connor           |  |  |       |  |  |                        |  |  |                       |  |
|                              |                    | Mary Ann O'Connor            | Daniel O'Connor           |  |  |       |  |  |                        |  |  |                       |  |
|                              |                    | Mary Ann O'Connor            | Bridget Power             |  |  |       |  |  |                        |  |  |                       |  |
| Mary O'Sullivan              |                    | Mary Ann O'Connor            |                           |  |  |       |  |  |                        |  |  |                       |  |
|                              |                    | George Frederick Stokes      | Charles Henry Stokes      |  |  |       |  |  |                        |  |  |                       |  |
|                              |                    | George Frederick Stokes      | Charles Henry Stokes      |  |  |       |  |  |                        |  |  |                       |  |
|                              |                    | George Frederick Stokes      | Maria Archer              |  |  |       |  |  |                        |  |  |                       |  |
| Doris Emma Stokes            |                    | George Frederick Stokes      |                           |  |  |       |  |  |                        |  |  |                       |  |
|                              |                    | Emma Saunders                | Alexander Saunders        |  |  |       |  |  |                        |  |  |                       |  |
|                              |                    | Emma Saunders                | Alexander Saunders        |  |  |       |  |  |                        |  |  |                       |  |
|                              |                    | Emma Saunders                | Emma Lyne                 |  |  |       |  |  |                        |  |  |                       |  |
|                              |                    | Emma Saunders                |                           |  |  |       |  |  |                        |  |  |                       |  |

### Antenati
Sophie è cugina di undicesimo grado del marito. È di discendenza irlandese e gallese attraverso rispettivamente la madre ed il padre. Sua nonna paterna apparteneva ai visconti Molesworth.

## Onorificenze

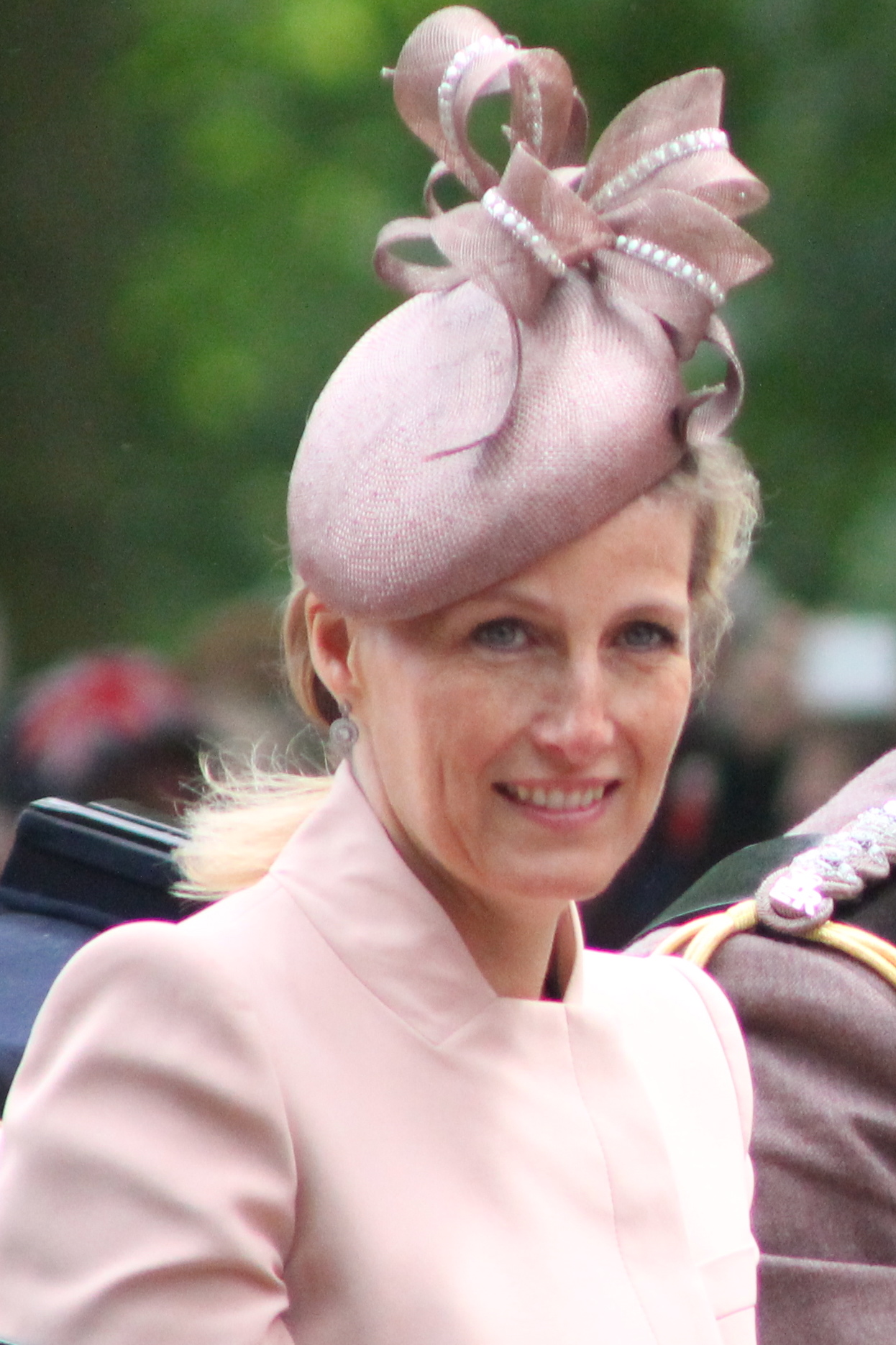
La contessa Sophie di Wessex nel 2013.